# شرون تارپ
شرون تارپ (انگلیسی: Sharon Thorpe؛ زاده ) یک بازیگر پورنوگرافی است.